# Kościół luterański w Klużu-Napoce
Kościół luterański – neoklasycystyczna świątynia w Klużu-Napoce. Należy do Kościoła Ewangelicko-Luterańskiego Rumunii.
Kościół wzniesiono w latach 1816-1829. Łączy elementy neobarokowe i neoklasycystyczne. Świątynię zaprojektował Georg Winkler. Obecne organy pochodzą z 1913 roku.
Obiekt znajduje się na narożnej działce. Ornamenty wykonane są z przyciętych płyt wapiennych.

## Galeria

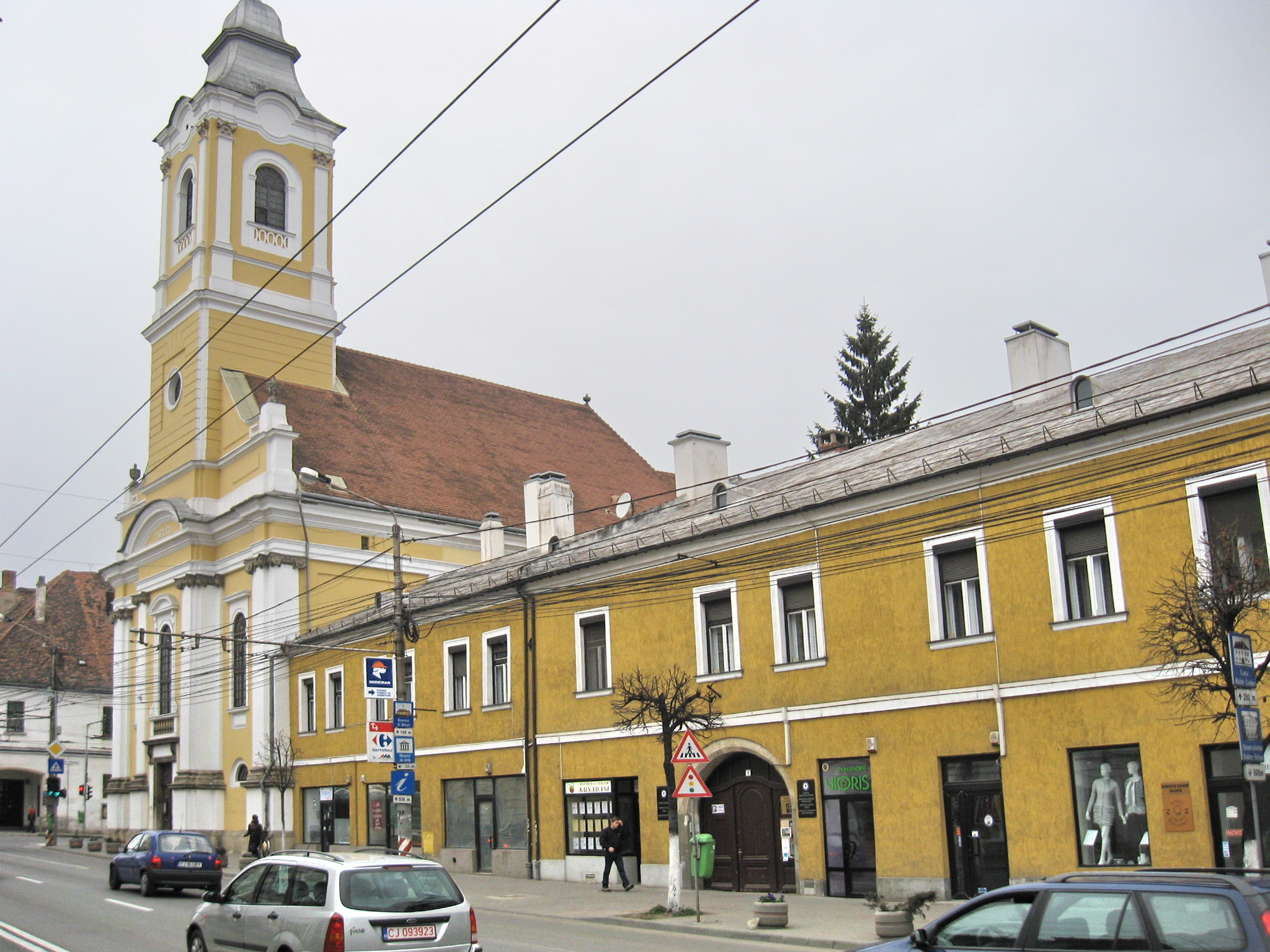
Widok ze wschodu
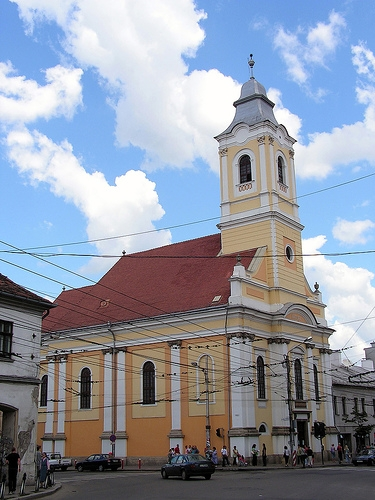
Widok z południowego zachodu
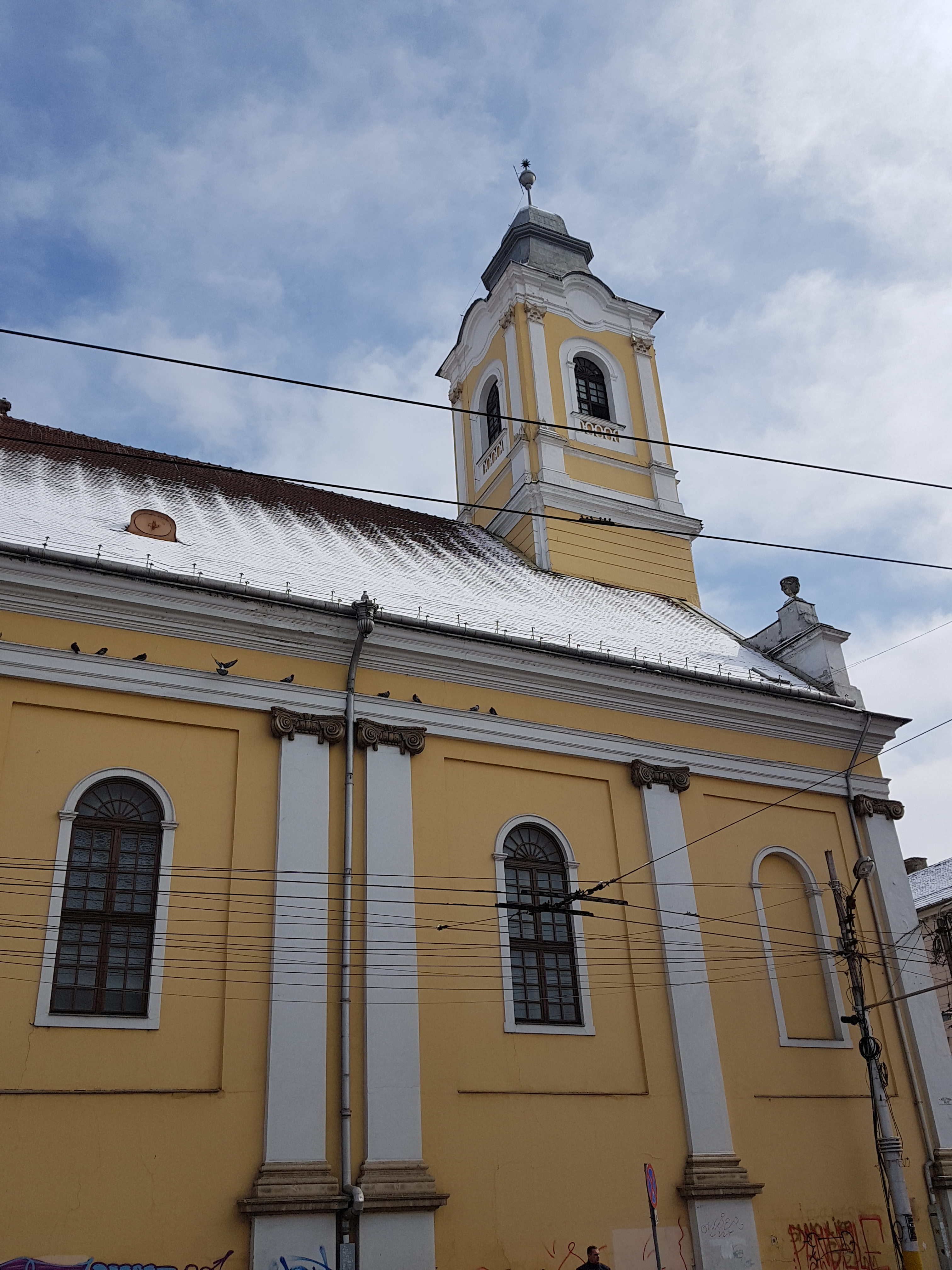
Widok z zachodu